# Münchner Outdoorsportfestival

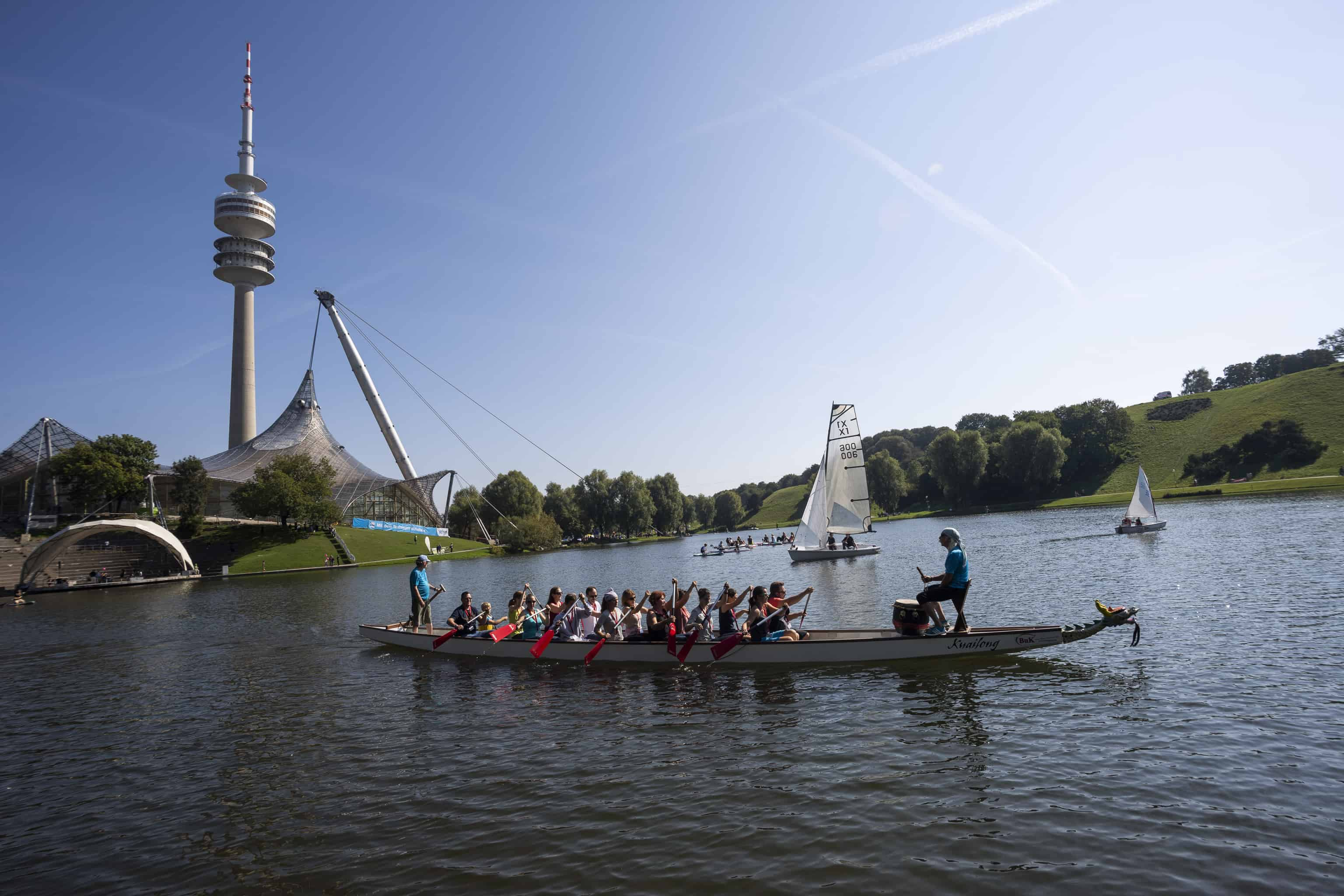
Boote beim Münchner Outdoorsportfestival

Das Münchner Outdoorsportfestival ist ein seit 2015 jährlich im September stattfindendes Sportfestival im Münchner Olympiapark.

## Beschreibung
In etwa 50 Stationen am Olympiasee, Olympiaberg, Olympiastadion und auf dem Coubertinplatz können verschiedene Sportarten wie Flying Fox, Bouldern, Eisklettern, Skispringen, Parkour, Stand Up Paddling, Yoga, Bogenschießen, Rudern, Segeln, Hindernislauf oder Gleitschirmfliegen kostenlos ausprobiert werden.
Es wird vom Münchener Referat für Bildung und Sport und von der Olympiapark München GmbH veranstaltet. 2019 hatte das Festival nach Angaben der Veranstalter etwa 50.000 bis 60.000 Besucher.